# Сувиров, Виктор Иванович
Ви́ктор Ива́нович Суви́ров (1919—1988) — советский ас истребительной авиации в Великой Отечественной войне. Герой Советского Союза (1944).

## Биография
Родился 29 апреля 1919 в селе Мурмино в семье рабочего механического завода братьев Эдуарда и Фридриха Бромлей на Щипке в Замоскворечье (ныне — завод «Красный Пролетарий») Ивана Сергеевича Сувирова. Русский. Член КПСС с 1942 года. Жил в Москве. Окончил 7 классов школы № 11, школу ФЗУ и аэроклуб. Работал токарем на заводе «Красный Пролетарий».
В Красной Армии с 1937 года. Окончил Борисоглебскую военную авиационную школу лётчиков в 1938 году. Участник боёв на реке Халхин-Гол в 1939 году, где сбил 3 вражеских самолёта.
На фронтах Великой Отечественной войны с апреля 1943 года. Командир эскадрильи 15-го истребительного авиационного полка (278-я истребительная авиационная дивизия, 3-й истребительный авиационный корпус, 8-я воздушная армия, 4-й Украинский фронт) капитан Сувиров к февралю 1944 года совершил 122 боевых вылета, в 32 воздушных боях сбил 14 самолётов противника. Звание Героя Советского Союза присвоено 13 апреля 1944 года.
После представления к званию Героя Советского Союза продолжал сражаться столь же успешно. К 9 мая 1945 года выполнил 192 боевых вылета, провёл около 50 боевых вылетов, сбил лично 23 самолёта и 2 в группе.
После войны продолжал службу в ВВС. В 1955 году окончил Военно-воздушную академию. С 1958 года полковник Сувиров — в запасе. Жил в городе Краснодар. Работал инженером в краснодарском филиале ВНИИ нефтехимии. С 1950 по 1954 год был депутатом Совета Союза (от Военного избирательного округа) Верховного Совета СССР.
Умер 18 декабря 1988 года.

## Награды
- Медаль «Золотая Звезда»;
- орден Ленина;
- три ордена Красного Знамени;
- орден Александра Невского;
- два ордена Отечественной войны 1 степени;
- орден Красной Звезды;
- медали, в том числе иностранная медаль.

## Род Сувировых
Герой Советского Союза Виктор Иванович Сувиров принадлежал к роду, который дал России ещё в XIX веке известных предпринимателей.
В 1840 году один из его дальних родственников 31-летний Никандр Петров Сувиров, бывший дворовый человек дворян Толбухиных, был отпущен на волю и отправился в Московскую губернию.
Его сын, московский купец Владимир Никандрович Сувиров (1838 - 1894), арендовал в 1866 году Старчевскую мельницу, расположенную в версте от монастыря Спаса Преображения и строит суконную фабрику. В 1875 году Сувиров осваивает и бывшую Мостовую мельницу около Тушино под небольшое сукновальное заведение. Его брат, Иван Никандрович Сувиров (ок. 1838 - ок. 1912), свою ткацкую фабрику при деревне Иваньково перевел в 1879 году к селу Братцево (теперь ОАО тонкосуконная фабрика «Победа труда» — ул. Фабричная, 6), а также основал сукновальное заведение на прежней Борисовской мельнице близ села Спас. В 80-х годах XIX века на ней работало около 1000 человек.
Информация из «Памятных книжек Московской губернии» за 1895—1912 годы:
- в деревне Тушино — суконная фабрика Торгового дома Марьи Ивановны Сувировой (1850 -1922), работает 732 человека. Больница на фабрике — врач А. А. Миткевич, Кемпе, Шуленеченко;
- в селе Братцево — суконная фабрика И. Н. Сувирова. Больница на фабрике — врач А. А. Миткевич, Олехнович, Надеждин.